# Lone Survivor
Lone Survivor — инди-игра в жанре survival horror выпущенная Superflat Games. Изначально релиз состоялся на платформах Microsoft Windows и Mac OS X в 2012 году. Позже игра была портирована на PlayStation 3 и PlayStation Vita, а также выпущена в PlayStation Network как Lone Survivor: The Director’s Cut. Director’s Cut версия для Microsoft Windows и Mac OS X была выпущена как бесплатное дополнение 31 октября 2013 года. В октябре 2014 года игра стала доступна для PlayStation 4 и Wii U.

## Игровой процесс
Lone Survivor — пост-апокалиптическая survival horror игра сделанная в 2D ретро-стилистике. Игрок управляет безымянным протагонистом, которого преследуют галлюцинации. Во время исследования мира игрок может найти различные предметы, помогающие персонажу выжить и продвинуться дальше. Различные виды провизии можно готовить и комбинировать между собой для получения лучших продуктов питания. В игре присутствуют зеркала-порталы, с помощью которых протагонист может мгновенно перемещаться между тем местом, где нашёл зеркало, и своей безопасной квартирой. Герой носит при себе фонарик, который помогает ориентироваться в кромешной тьме; использование фонарика истощает батарею, замену которой можно найти во время странствий. Враги в игре представлены в виде мутантов, они мешают проходу потому их следует либо убивать, либо обходить спрятавшись в тени попутно воспользовавшись приманкой в виде разложившегося мяса, которое можно найти в квартире выжившего. Мутанты реагируют на свет и шум, потому, завидев их, следует проявлять осторожность. Когда в оружии закончились боеприпасы, протагонист автоматически перезаряжает новыми, однако в момент перезарядки он становится полностью уязвим для атаки. Также протагонист имеет при себе карту по которой можно ориентироваться в местности, однако во время просмотра карты или меню игры, сама игра не останавливается на паузу, потому следует проверять карту в безопасных местах.
Квартира выжившего служит игроку безопасным убежищем. В квартире есть кровать, на которой персонаж может поспать — это сохранит игру, восстановит бодрость, а также не позволит протагонисту потерять рассудок. Бодрость можно поддерживать, используя особые таблетки, однако те наносят вред рассудку, что в свою очередь вызывает галлюцинации, в ходе которых у протагониста в инвентаре оказывается дополнительные таблетки против сна.
Для прогресса игры следует исследовать окружающий мир, попутно посматривая в карту. Иногда для продолжения игры следует найти специальный предмет, который позволит пройти далее. Без этих предметов все попытки пройти игру далее тщетны.
В зависимости от взаимодействий игрока с миром и другими персонажами могут разниться и концовки игры, коих в игре 5. Обычное прохождение игры занимает от 3 до 4 часов.

## Синопсис
Игра представляет собой постапокалиптическую игру, оформленную в ретроспективной двумерной пиксельной графике. Сюжет разворачивается вокруг выжившего после массовой эпидемии человека, облаченного в медицинскую маску. Неизвестная инфекция превратила все человечество в агрессивных безмозглых мутантов. Недостаток еды и все усиливающееся помутнение рассудка заставляют главного героя искать вне своего дома других выживших. Выживший обнаруживает себя в своей квартире в большом общежитии спустя некоторое время после массового заражения. Однажды ему снится сон, в котором он пытается поговорить со странным человеком с картонной коробкой на голове. Тот ему не отвечает, и выживший выпивает чашечку кофе, после чего оказывается в другом месте, наполненном мутантами. Прокравшись мимо них, он находит девушку в синем платье. Та ему тоже не отвечает, а при попытке прикоснуться к ней исчезает, оставив после себя фонарик. Когда выживший включает его, появляется мужчина в синем, от хохота которого выживший пробуждается. Выживший, не в силах больше пережить одиночества, решает найти других людей.
Исследовав несколько комнат общежития, главный герой встречает трёх персонажей, которые, неожиданно для него веселятся, устроив грандиозную вечеринку. Среди этих людей была его знакомая — Чи, которая, отдав ему свой пистолет в обмен на странную куклу, выбросилась с балкона со словами «я не должна судить». Оставшиеся двое внезапно превратились в мутантов и герою пришлось застрелить обоих. Пробороздив ещё несколько коридоров, герою удается наткнуться на странного старика в плаще, который называет себя «Наставник». В процессе игры он помогает главному персонажу припасами, торгует с ним в результате чего они становятся друзьями. Наставник погибает сражаясь с огромным чудовищем в конце игры. Самого же главного героя постоянно одолевают видения. Он постоянно видит девушку в синем платье, разговаривает с ней, будто они давно знакомы, однако сам герой не уверен, встречал ли он её раньше. На заднем дворе общежития нашего героя ждет встреча с незнакомцем в чёрном фраке по имени «Бледноликий». Загадочный тип тоже помогает главному герою, исчезая так же внезапно, как и появляясь. Кроме того, при плохом психическом здоровье, героя мучают кошмары, связанные с человеком синей одежде. Пробираясь сквозь просторы постапокалиптической вселенной, герой находит психиатрическую лечебницу, в которой относительно безопасно, заходит в единственную открытую там камеру, после чего дверь за ним захлопывается, оставив взаперти. На тумбочке рядом с кроватью парень находит таблетку, принимает её и медленно засыпает. Он видит сон, в котором встречает мужчину в синем костюме на фоне театральной сцены и тот начинает громко смеяться повторяя за главным героем его же фразы. Парень просит его замолчать, но тот смеется лишь громче, после чего главный герой стреляет в него. Несмотря на смертельное огнестрельное ранение, человек в синем не умирает и продолжает смеяться. Герой обнаруживает на себе такое же ранение, после чего начинает задыхаться. Парень обнаруживает себя в неизвестном месте (возможно, в раю), где сидит рядом с девушкой в синем, после чего решает навсегда остаться там, поскольку осознает, что не найдет для себя лучшего пристанища. Если же герой имеет хорошее психическое здоровье, придя в психиатрическую лечебницу, он вспоминает, что девушка в синем — это его бывшая родственница (девушка), которая раньше лечилась в этой клинике и вероятно погибла во время апокалипсиса. Она привиделась ему лежащей на койке палаты, на которую лег сам главный герой и сказала ему, что с ним все в порядке и он должен продолжать свой путь. Так герой, покинув город, остается живым в реальном мире, где единственным его спутником стала старая кукла Чи.

## Отзывы
| Сводный рейтинг    | Сводный рейтинг              |
| Агрегатор          | Оценка                       |
| ------------------ | ---------------------------- |
| GameRankings       | PC: 80,62 % PS Vita: 81,36 % |
| Metacritic         | 81/100                       |
| Иноязычные издания |                              |
| Издание            | Оценка                       |
| Edge               | 7/10                         |
| Eurogamer          | 8/10                         |
| GameSpot           | 8,5/10                       |
| GameSpy            | 4,5/5                        |
| IGN                | 8,5/10                       |